# Civitella Casanova
Civitella Casanova este o comună din provincia Pescara, regiunea Abruzzo, Italia.
Populația comunei este de 1.950 de locuitori (28 februarie 2010).

## Demografie
Civitella Casanova - evoluția demografică

|  | Graficele sunt indisponibile din cauza unor probleme tehnice. Mai multe informații se găsesc la Phabricator și la wiki-ul MediaWiki. |

Date: Recensăminte sau birourile de statistică - grafică realizată de Wikipedia